# Діаконешть (Бакеу)
Діаконешть, Діаконешті (рум. Diaconești) — село у повіті Бакеу в Румунії. Входить до складу комуни Агеш.
Село розташоване на відстані 225 км на північ від Бухареста, 52 км на захід від Бакеу, 127 км на південний захід від Ясс, 102 км на північний схід від Брашова.

## Населення
За даними перепису населення 2002 року у селі проживали 309 осіб, усі — румуни. Усі жителі села рідною мовою назвали румунську.